# Микита Власенко
Микита Власенко (нар. 20 березня 2001, Донецьк, Україна) — швейцарський футболіст українського походження, захисник білоруського клубу «Арсенал» (Дзержинськ).

## Клубна кар'єра
Народився в Донецьку, але в дитинстві з сім'єю переїхав до Швейцарії, де в шестирічному віці почав займатися футболом.
На молодіжному рівні виступав за «Лугано», а в 2019 році перебрався до структури «Ювентуса». Влітку 2020 року італійці віддали його в оренду «Сьйону». Протягом сезону захисник чотири рази перебував на лаві запасних у чемпіонаті, але в жодному з них на поле не виходив. Напередодні старту сезону 2021/22 років знову відправився в оренду; цього разу до «Ексельсіора». У професіональному футболі дебютував 20 серпня 2021 року на домашньому стадіоні Ваудестейн, в поєдинку Еерстедивізі проти «Волендама». Українського швейцарця тренер Марінус Дейкхейзен довелося на початку матчу залишив на лаві запасних. Тійс Даллінга відкрив рахунок на користь «Ексельсіора», а Роберт Мюрен його зрівняв. За шість хвилин до кінця гри Власенко вийшов замість Свена Ньюпорта.

## Кар'єра в збірній
На міжнародному рівні має право виступати за Україну, але на юнацькому рівні виступав за Швейцарію.

## Статистика виступів

### Клубна кар'єра
| Сезон   | Клуб           | Змагання     | Змагання | Змагання | Кубок | Кубок | Єврокубки | Єврокубки | Загалом | Загалом |
| Сезон   | Клуб           | Змагання     | Матчі    | Голи     | Матчі | Голи  | Матчі     | Голи      | Матчі   | Голи    |
| ------- | -------------- | ------------ | -------- | -------- | ----- | ----- | --------- | --------- | ------- | ------- |
| 2019/20 | «Ювентус»      | Серія A      | 0        | 0        | 0     | 0     | 0         | 0         | 0       | 0       |
| 2020/21 | → «Сьйон»      | Суперліга    | 0        | 0        | 0     | 0     | —         | —         | 0       | 0       |
| 2021/22 | → «Ексельсіор» | Еерстедивізі | 13       | 0        | 1     | 0     | —         | —         | 14      | 0       |
| Загалом | Загалом        | Загалом      | 13       | 0        | 1     | 0     | 0         | 0         | 14      | 0       |

Станом на 24 січня 2022.